# Musée du Thé de Ceylan
Le Musée du Thé de Ceylan, situé à Kandy au Sri Lanka, est un musée spécialisé dans le thé produit au Sri Lanka.
Le musée a été constitué le 9 janvier 1998 en vertu de l’article 21 de la loi sur les sociétés de 1982, et a été officiellement ouvert le 1er décembre 2001.

## Histoire
Hanthana, le quartier de Kandy où se trouve le musée, a été l’une des premières zones de production de thé après l’échec de la production de café sur l’île par les colons britanniques. En 1959, l’Institut de recherche sur le thé de Ceylan a créé une sous-station sur un terrain loué du domaine de Hanthana. La station Hanthana a été créée pour répondre aux besoins des plantations de thé du centre du pays en ce qui concerne la physiologie, l'entomologie du thé et en particulier l'identification des clones résistants à la sécheresse et du foreur de grenaille insecte.
La fabrique de thé de quatre étages avait été abandonnée pendant plus de dix ans avant d’être rénovée en 2001 par le Sri Lanka Tea Board et l’association des planteurs du Sri Lanka 3. Le musée contient des expositions sur les pionniers du thé, dont James Taylor  et Thomas Lipton, ainsi que de nombreux accessoires de traitement du thé d'époque. Le rez-de-chaussée abrite des générateurs coloniaux du XIXe siècle, des rouleaux, des séchoirs, des tables de fermentation, des machines de tri, etc. Le deuxième étage abrite la bibliothèque et le musée. Le troisième étage abrite un magasin, tandis que le dernier étage abrite un restaurant et des salons de thé.